# Gaetano Pasqui
Gaetano Pasqui (Forlì, 1807. november 14. – Forlí, 1879. június) egy olasz mezőgazdász volt, az olasz sörfőzés, azon belül is a komlótermesztés úttörője. Ő készítette az első olyan sört Olaszországban, amelyhez hazai termesztésű komlót használtak fel.

## Élete
1807-ben született Forlì városában Fabrizio Pasqui és Anna Fabbri gyermekeként. Fiatalon borbélyként dolgozott, majd felnőve szülővárosa környékén megvásárolt néhány földterületet, ahol olyan, arrafelé újnak számító növények termesztésével kezdett kísérletezni, mint például a földimogyoró és a cukorrépa, valamint megnyitott egy gép- és szerszámügynökséget, ahol a megbízó földjére alkalmassá alakított ekék, kocsik és egyéb alkalmatosságok készültek. 1835-ben megalapította Romagna első sörfőzdéjét, ám az évek során rájött, hogy a német földről importált komló túl drága, ezért elkezdett kísérletezni a háza közelében vadon növő komló ültetvényekben való termesztésével. 1847-ben érkezett el az a pont, amikor kijelentette, hogy „a komló olasszá lett téve”. 1851-ben megvásárolt egy házat a Rabbi nevű folyó közelében, amelyet, mivel a környéket gyakran elárasztotta a folyó, könnyen átengedtek neki, viszont a sok öntözést igénylő komló termesztésének céljára ideális volt. A kezdetben összegyűjtött 30 palántából 1860-ra közel 3600 lett, az 1850-es évek második felére pedig már olyan jól működött a rendszer, hogy a Pasqui-féle sört Firenzében és Londonban is nagyra értékelték, az 1867-es haguenau-i, a komlóval és az azzal kapcsolatos dolgokkal foglalkozó nemzetközi kiállításon pedig egyedüli olasz sörként volt jelen. 1863-ból fennmaradt az adat, hogy 35 000 üveg sört adott el. (Ezek az „üvegek” valószínűleg égetett agyagból készültek, és térfogatuk egy liter körül volt.)

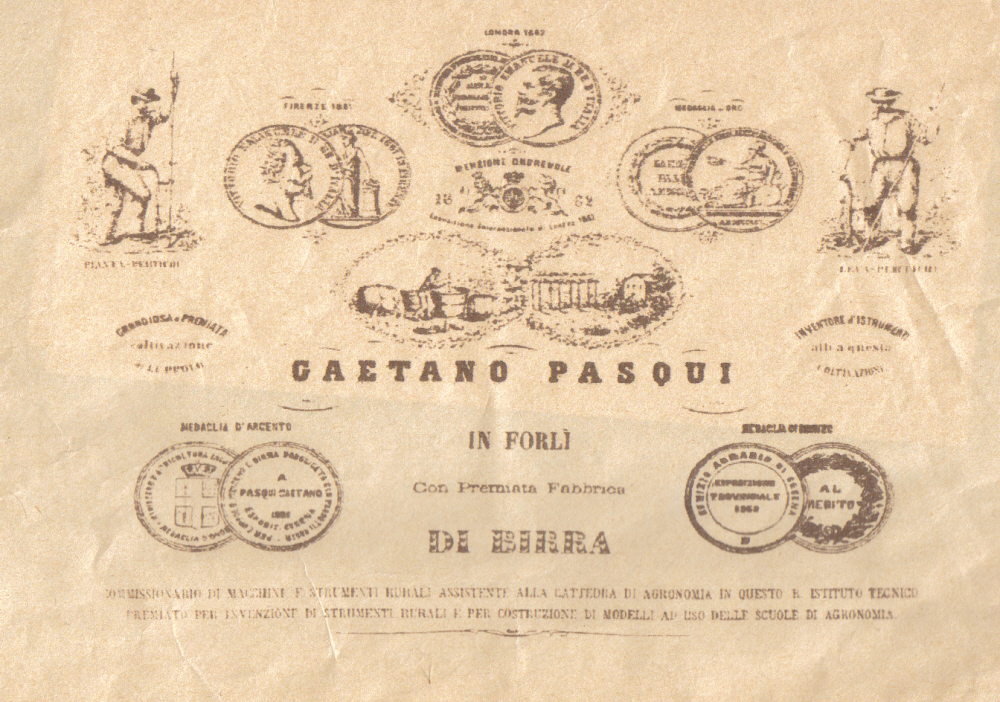
A Pasqui-féle sör címkéje

Mivel a filoxéra ezekben az időkben kezdett pusztítani Romagnában is, Pasqui úgy gondolta, a bor helyett ezentúl a „sör földjévé” kellene tenni ezt a vidéket. Nem csak saját komlóültetvényén dolgozott, és nem csak új futtatórúd-rendszereket és egy kombinált kapa-metszőollót talált fel, hanem részt vett módszereinek széles körben ismertté tételében is: szülővárosában mezőgazdasági tanársegédként is dolgozott. Bár voltak, akik szerint az olasz komló minősége nem érte el például a németét, de egy tudományos vizsgálat 1863-ban kiadott eredménye szerint a Pasqui-féle komló ugyanannyi ízanyagot tartalmaz, mint a német.
Gaetano Pasqui 1879 júniusában hunyt el, halála után a sörgyártás megszűnt Romagnában, a filoxéra elleni harc sikere pedig visszahozta a helyi bortermelés régi fényét.